# 北方地域旧漁業権者等に対する特別措置に関する法律
北方地域旧漁業権者等に対する特別措置に関する法律（ほっぽうちいききゅうぎょぎょうけんしゃとうにたいするとくべつそちにかんするほうりつ、昭和36年10月30日法律第162号）は、北方地域旧漁業権者等に対する特別措置に関する日本の法律である。
択捉島・国後島・色丹島・歯舞諸島（いわゆる北方領土）周辺海域に、旧漁業法等による漁業権を有していた者に対して漁業などの事業資金を支援する内容である。